# Manuela (cantante)
Manuela, pseudonimo di Doris Inge Wegener (Berlino, 18 agosto 1943 – Berlino, 13 febbraio 2001), è stata una cantante tedesca di musica pop e schlager.

## Biografia
Nel corso della sua carriera la maggior parte delle sue pubblicazioni sono state incentrate sul pop con svariate eccezioni verso i generi folk, world e country. In particolare il suo album d'esordio, Manuela!, presenta diverse contaminazioni e varia dal pop al folk al latin allo schlager con contaminazioni di bossa nova, rock & roll e musica country. I suoi primi sette album, compreso Songs of Love, sono prodotti dall'etichetta discografica della Telefunken.

## Discografia

### Album
- 1963 - Manuela!
- 1967 - Rund Um Die Welt
- 1968 - Star Boutique Manuela / Die Großen Erfolge 2
- 1969 - Die Großen Erfolge - Made In Germany & USA
- 1970 - Lieder Aus Dem Märchenland
- 1971 - Weihnachten Wie Wir Es Lieben
- 1971 - Songs of Love - Manuela in USA
- 1973 - Ich War Noch Nie So Glücklich
- 1973 - In Las Vegas
- 1973 - Hey Look at Me Now
- 1977 - I Want To Be A Cowboy's Sweetheart
- 1984 - Ich Bin Wieder Da
- 1986 - Rendezvous Mit Manuela
- 1991 - Sehnsucht Nach Der Heimat